# Pantertanter
Pantertanter (engelska: The Golden Girls) var en mycket populär amerikansk situationskomedi som från början sändes på lördagskvällar på NBC. Serien producerades av Walt Disney Companys ena TV-produktionsbolag Touchstone Television, och var koncernens första stora TV-succé utanför barn- och familjeproduktionen.

## Bakgrund
Serien skapades av Susan Harris som också har gjort Lödder och Benson. Serien utspelar sig i Miami, där fyra äldre kvinnor delar en villa tillsammans. Ägaren av huset är en änka som heter Blanche Devereaux som fick sällskap av änkan Rose Nylund och den frånskilda Dorothy Zbornak efter att de båda svarade på ett rum-att-hyra-annons på anslagstavlan i en lokal livsmedelsbutik ett år före starten av serien. I pilotavsnittet fick de tre sällskap av Dorothys 80-åriga mor Sophia Petrillo, som också flyttade in sedan det ålderdomshem hon tidigare bodde i brunnit ner.

## Rollfigurer
- Dorothy Zbornak (Beatrice Arthur), en sarkastisk, frånskild vikarierande lärarinna från Brooklyn i New York, som allt som oftast får besök av sin värdelöse ex-man Stanley (Stan).
- Rose Nylund (Betty White), en naiv och korkad norskättad änka från den fiktiva byhålan S:t Olaf i Minnesota.
- Blanche Devereaux (Rue McClanahan), också änka; en karltokig och ganska självisk sydstatsdam som genom sina återkommande romanser gärna vill fly det faktum att även hon kommit upp i åren.
- Sophia Petrillo (Estelle Getty), Dorothys mamma från Sicilien; kan verka fullständigt senil ibland, men löser ofta problem genom sin cynism och list.

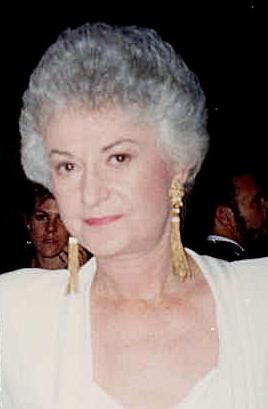
Beatrice Arthur
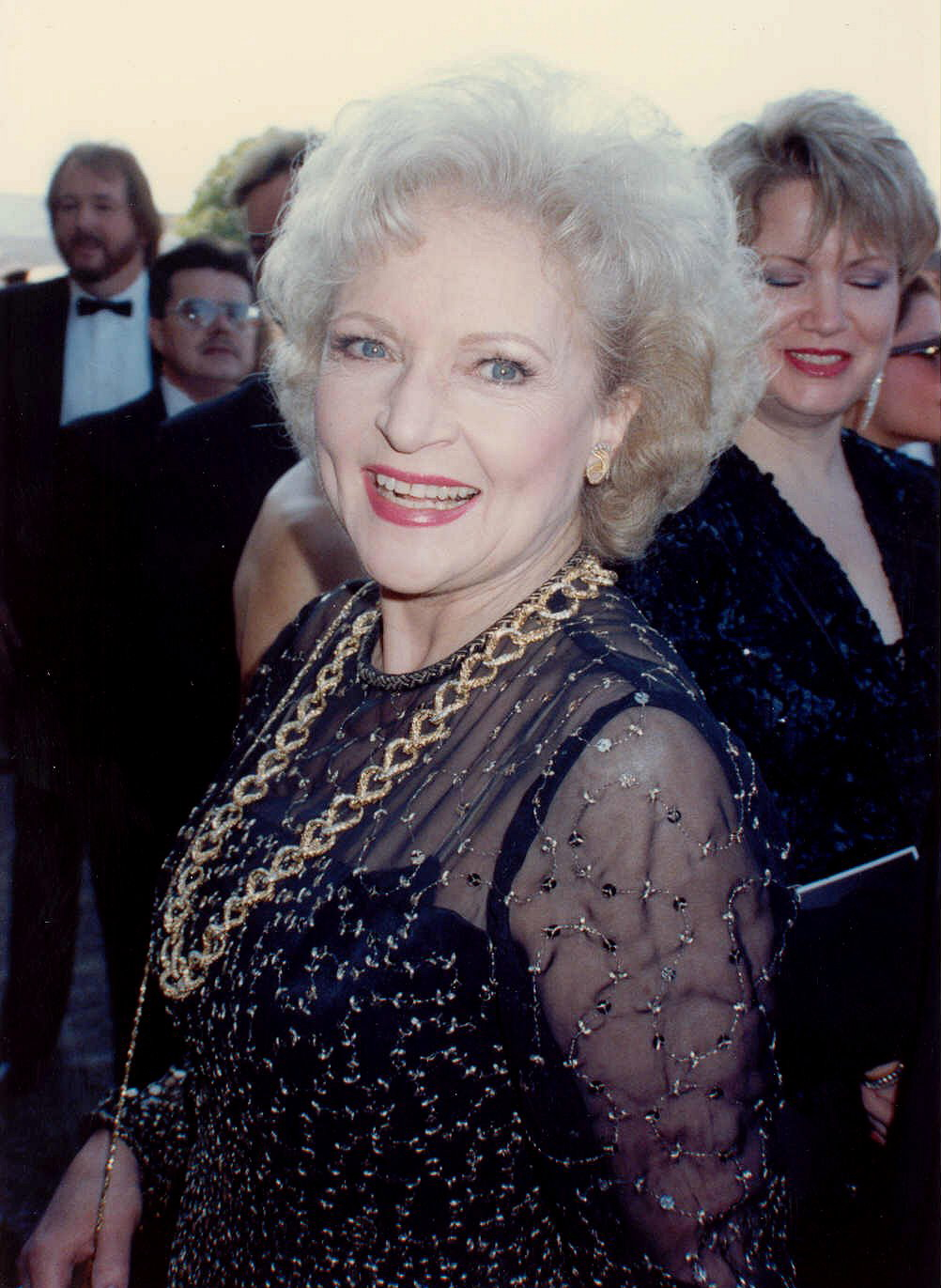
Betty White
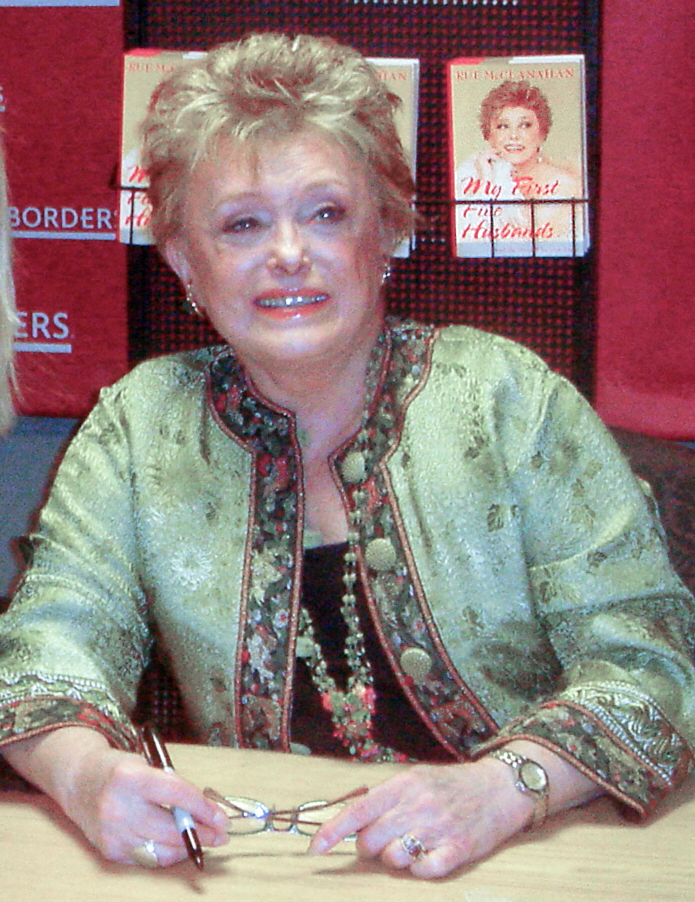
Rue McClanahan
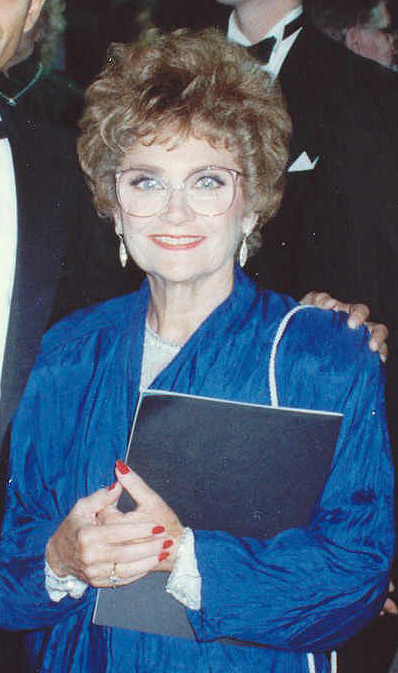
Estelle Getty

## DVD
Säsong 1 kom ut för försäljning den 28 juni 2005 i Region 2.
Säsong 2 släpptes den 1 augusti 2005 och säsong 3 den 14 februari 2006.

## Spinoffer
Seriens popularitet resulterade i hela tre spinoff-serier; Härlige Harry (1988–1995), Golden Palace (1993–1994) och den i Sverige inte visade Nurses (1991–1994).

## Episodguide
Här följer en fullständig lista över alla 7 säsongers avsnitt.

### Säsong 1
- 1 The Engagement
- 2 Guess Who's Coming to the Wedding?
- 3 Rose the Prude
- 4 Transplant
- 5 The Triangle
- 6 On Golden Girls
- 7 The Competition
- 8 Break-In
- 9 Blanche and the Younger Man
- 10 Heart Attack
- 11 The Return of Dorthy's Ex
- 12 The Custody Battle
- 13 A Little Romance
- 14 That Was No Lady
- 15 In a Bed of Rose's
- 16 The Truth Will Out
- 17 Nice and Easy
- 18 The Operation
- 19 Second Motherhood
- 20 Adult Education
- 21 Flu Attack
- 22 Job Hunting
- 23 Blind Ambitions
- 24 Big Daddy
- 25 The Way We Met

### Säsong 2
- 26 End of the Curse
- 27 Ladies of the Evening
- 28 Take Him, He's Mine
- 29 It's a Miserable Life
- 30 Isn't It Romantic
- 31 Big Daddy's Little Lady
- 32 Family Affair
- 33 Vacation
- 34 Joust Between Friends
- 35 Love, Rose
- 36 'Twas the Nightmare Before Christmas
- 37 The Sisters
- 38 The Stan Who Came to Dinner
- 39 The Actor
- 40 Before and After
- 41 And Then There Was One
- 42 Bedtime Story
- 43 Forgive Me, Fother
- 44 Long Days Journey into Marinara
- 45 Whose Face is This, Anyway?
- 46 Dorothy's Prized Pupil
- 47 Diamond in the Rough
- 48 Son-in-Law Dearest
- 49 To Catch a Neighbor
- 50 A Piece of Cake
- 51 Empty Nests

### Säsong 3
- 52 Old Friends
- 53 One For the Money
- 54 Bringing Up Baby
- 55 The Housekeeper
- 56 Nothing to Fear But Fear Itself
- 57 Letter to Gorbachev
- 58 Strange Bedfellows
- 59 Brotherly Love
- 60 A Visit From Little Sven
- 61 The Audit
- 62 Three on a Couch
- 63 Charlie's Buddy
- 64 The Artist
- 65 Blanche's Little Girl
- 66 Dorthy's New Friend
- 67 Grab That Dough
- 68 My Brother, My Mother
- 69 Golden Moments Part 1
- 70 Golden Moments Part 2
- 71 And Ma Makes Three
- 72 Larceny and Old Lace
- 73 Rose's Big Adventure
- 74 Mixed Blessing
- 75 Mister Terrific
- 76 Mother's Day

### Säsong 4
- 77 Yes, We Have No Havanas
- 78 The Days and Nights of Sophia Petrillo
- 79 The One That Got Away
- 80 Yokel Hero
- 81 Bang the Drum, Stanley
- 82 Sophia's Wedding Part 1
- 83 Sophia's Wedding Part 2
- 84 Brother, Can You Spare That Jacket?
- 85 Scared Straight
- 86 Stan Takes a Wife
- 87 The Auction
- 88 Blind Date
- 89 The Impotence of Being Ernest
- 90 Love Me Tender
- 91 Valentine's Day
- 92 Two Rode Together
- 93 You Gotta Have Hope
- 94 Fiddler on the Ropes
- 95 Till Death Do We Volley
- 96 High Anxiety
- 97 Little Sister
- 98 Sophia's Choice
- 99 Rites of Spring
- 100 Foreign Exchange
- 101 We're Outta Here Part 1
- 102 We're Outta Here Part 2

### Säsong 5
- 103 Sick and Tired Part 1
- 104 Sick and Tired Part 2
- 105 The Accurate Conception
- 106 Rose Fights Back
- 107 Love Under the Big Top
- 108 Dancing in the Dark
- 109 Not Another Monday
- 110 That Old Feeling
- 111 Comedy of Errors
- 112 All That Jazz
- 113 Ebb Tide
- 114 Have Yourself a Very Little Christmas
- 115 Mary Has a Little Lamb
- 116 Great Expectations
- 117 Triple Play
- 118 Clinton Avenue Memoirs
- 119 Like the Beep Beep Beep of the Tom-Tom
- 120 An Illegitimate Concern
- 121 72 Hours
- 122 Twice in a Lifetime
- 123 Sisters and Other Strangers
- 124 Cheaters
- 125 The Mangiacavallo Curse Makes a Lousy Wedding Present
- 126 All Bets Are Off
- 127 The President's Coming! The President's Coming! Part 1
- 128 The President's Coming! The President's Coming! Part 2

### Säsong 6
- 129 Blanche Delivers
- 130 Once, in St. Olaf
- 131 If At Last You Do Succeed
- 132 Snap Out Of It
- 133 Wham, Bam, Thank You, Mammy
- 134 Feelings
- 135 Zborn Again
- 136 How Do You Solve a Problem Like Sophia?
- 137 Mrs. George Devereaux
- 138 Girls Just Wanna Have Fun...Before They Die
- 139 Stand By Your Man
- 140 Ebbtide's Revenge
- 141 The Bloom if Off the Rose
- 142 Sisters of the Bride
- 143 Miles to Go
- 144 There Goes the Bride Part 1
- 145 There Goes the Bride Part 2
- 146 Older and Wiser
- 147 Melodrama
- 148 Even Grandmas Get the Blues
- 149 Witness
- 150 What a Difference a Date Makes
- 151 Love for Sale
- 152 Never Yell Fire in a Crowded Retirement Home Part 1
- 153 Never Yell Fire in a Crowded Retirement Home Part 2
- 154 Henny Penny—Straight, No Chaser

### Säsong 7
- 155 Hey, Look Me Over
- 156 The Case of the Libertine Belle
- 157 Beauty and the Beast
- 158 That's For Me to Know
- 159 Where's Charlie?
- 160 Mother Load
- 161 Dateline: Miami
- 162 The Monkey Show Part 1
- 163 The Monkey Show Part 2
- 164 Ro$e Love$ Mile$
- 165 Room 7
- 166 From Here to the Pharmacy
- 167 The Pope's Ring
- 168 Old Boyfriends
- 169 Goodbye, Mr. Gordon
- 170 The Commitments
- 171 Questions and Answers
- 172 Ebbtide VI: The Wrath of Stan
- 173 Journey to the Center of Attention
- 174 A Midwinter Night's Dream Part 1
- 175 A Midwinter Night's Dream Part 2
- 176 Rose: Portrait of a Woman
- 177 Home Again, Rose Part 1
- 178 Home Again, Rose Part 2
- 179 One Flew Out of the Cuckoo's Nest Part 1
- 180 One Flew Out of the Cuckoo's Nest Part 2